# Oxytenanthera braunii
L'Oxytenanthera braunii és una espècie de bambú, del gènere Oxytenanthera de la família de les poàcies, ordre de les poals, subclasse Commelinidae, classe Liliopsida, divisió dels magnoliofitins. Encara que alguns autors l'han considerada sinònima de l'Oxytenanthera abyssinica, altres n'han discutit l'atribució a la vista dels diferències existents. Va ser descrita originalment per R.Pilger a Botanische Jahrbuch 39: 601 (1907).
És especialment coneguda com a origen del vi de bambú. Creix fins a un gruix de 10 cm. i una alçada de 9 metres.

## Hàbitat
És nativa de Tanzània, on rep el nom d'obamboo. Es cultiva en granges arreu del país (però especialment en les terres altes del sud i als districtes d'Iringa, Mbeya i Ruvuma) i és un factor econòmic d'una certa importància.

## Usos
S'utilitza en la producció de begudes refrescants o, fent-ne fermentar la saba, en l'elaboració de vi de bambú (que a Tanzània anomenen ulanzi). Quan els seus brots fan un metre d'alçada hom els fa un tall i aquest exuda saba durant diverses setmanes (una tiga en pot generar fins a 10 litres).